# Caričina
Caričina (izvirno srbsko Царичина) je naselje v Srbiji, ki upravno spada pod Občino Sjenica; slednja pa je del Zlatiborskega upravnega okraja.

## Demografija
V naselju, katerega izvirno (srbsko-cirilično) ime je Царичина, živi 14 polnoletnih prebivalcev, pri čemer je njihova povprečna starost 42,5 let (35,8 pri moških in 51,8 pri ženskah). Naselje ima 5 gospodinjstev, pri čemer je povprečno število članov na gospodinjstvo 4,00.
To naselje je, glede na rezultate popisa iz leta 2002, večinoma bošnjaško, a v času zadnjih treh popisov je opazno zmanjšanje števila prebivalcev.
|  |

| Demografija | Demografija     | Demografija     |
| Leto        | Št. prebivalcev | Št. prebivalcev |
| ----------- | --------------- | --------------- |
|             |                 |                 |
|             |                 |                 |
|             |                 |                 |
|             |                 |                 |
| 1948        | 161             |                 |
| 1953        | 187             |                 |
| 1961        | 202             |                 |
| 1971        | 136             |                 |
| 1981        | 71              |                 |
| 1991        | 30              | 30              |
| 2002        | 21              | 20              |
|             |                 |                 |

| Etnična sestava po popisu iz leta 2002 | Etnična sestava po popisu iz leta 2002 | Etnična sestava po popisu iz leta 2002 | Etnična sestava po popisu iz leta 2002 | Etnična sestava po popisu iz leta 2002 |
| -------------------------------------- | -------------------------------------- | -------------------------------------- | -------------------------------------- | -------------------------------------- |
| Bošnjaki                               | Bošnjaki                               |                                        | 17                                     | 85,0%                                  |
| Srbi                                   | Srbi                                   |                                        | 3                                      | 15,0%                                  |
| Neznano                                | Neznano                                |                                        | 0                                      | 0,0%                                   |